# Anomis xanthindyma
Anomis xanthindyma är en fjärilsart som beskrevs av Jean Baptiste Boisduval 1834. Anomis xanthindyma ingår i släktet Anomis och familjen nattflyn. Inga underarter finns listade i Catalogue of Life.